# David Frétigné
David Frétigné (Aveyron, 30 luglio 1970) è un pilota motociclistico francese ritiratosi dall'attività agonistica, specializzato nei rally raid, quattro volte nella top ten alla Dakar, terzo nel 2009.

## Biografia
Ex pilota di enduro e motocross, si è in seguito dato ai rally raid, partecipando diverse volte al Rally Dakar, ottenendo, oltre al podio nel 2009, anche otto vittorie di tappa.
Da sempre pilota Yamaha (dal 1999 al 2010), con la quale ha conquistato, tra l'altro, cinque titoli nazionali di enduro e un campionato del mondo a squadre (cioè la Sei Giorni Internazionale di Enduro), nel 2011 è passato alla BMW.
Terminata la propria carriera agonistica si dedica, in collaborazione con Honda, alla gestione di una scuola di pilotaggio che porta il suo nome.

## Palmarès

### Rally Dakar
| Anno | Moto   | Pos. | Tappe |
| ---- | ------ | ---- | ----- |
| 2004 | Yamaha | 7º   | 3     |
| 2005 | Yamaha | 5º   | 3     |
| 2006 | Yamaha | 13º  | 1     |
| 2007 | Yamaha | Rit. |       |
| 2009 | Yamaha | 3º   |       |
| 2010 | Yamaha | 5º   | 1     |
| 2013 | BMW    | Rit. |       |

### Altri risultati
- 2º classificato al Rally di Grecia (2014)
- 2º classificato al Trofeo francese Corss-Country
- Campionato Enduro France: 3° (2005), 4° (2009) e 5° (2010)

### Enduro
2001  alla Sei Giorni Internazionale di Enduro (a squadre)

### Rally raid
2008  al Rally del Marocco
2015  alla Africa Eco Race (categoria OPEN) con Yamaha XT1200 RR Super Tenere by Ch2racing